# Olga Tsigaridi
Olga Tsigaridi –en griego, Όλγα Τσιγαρίδη– es una deportista griega que compitió en vela en la clase 470. Ganó una medalla de bronce en el Campeonato Europeo de 470 de 2009.

## Palmarés internacional
| \| Campeonato Europeo \| Campeonato Europeo \| Campeonato Europeo \| Campeonato Europeo \| \| Año \| Lugar \| Medalla \| Clase \| \| ------------------ \| ------------------ \| ------------------ \| ------------------ \| \| 2009 \| Traunsee (Austria) \| Medalla de bronce \| 470 \| |                    |                   |       |
| Campeonato Europeo |                    |                   |       |
| Año | Lugar              | Medalla           | Clase |
| 2009 | Traunsee (Austria) | Medalla de bronce | 470   |